# Europejskie Igrzyska Halowe w Lekkoatletyce 1967 – sztafeta 1+2+3+4 okrążenia mężczyzn
Sztafeta szwedzka 1+2+3+4 okrążenia mężczyzn – jedna z konkurencji biegowych rozgrywanych podczas lekkoatletycznych europejskich igrzysk halowych w hali Sportovní hala w Pradze. Eliminacje zostały rozegrane 11 marca, a bieg finałowy 12 marca 1967. Długość jednego okrążenia wynosiła 160 metrów. Zwyciężyła reprezentacja Republiki Federalnej Niemiec, która obroniła tytuł z poprzednich igrzysk.

## Rezultaty

### Eliminacje
Rozegrano 2 biegi eliminacyjne, do których przystąpiło 7 zespołów. Awans do finału dawało zajęcie jednego z pierwszych dwóch miejsc w swoim biegu (Q).
Opracowano na podstawie materiału źródłowego.
Bieg 1
| Miejsce | Reprezentacja  | Zawodnicy                                                            | Czas   | Uwagi |
| ------- | -------------- | -------------------------------------------------------------------- | ------ | ----- |
| 1       | ZSRR           | Borys Sawczuk, Wasyl Anisimow, Aleksandr Bratczikow, Walerij Frołow  | 3:17,2 | Q     |
| 2       | Czechosłowacja | Jiří Kynos, Ladislav Kříž, Pavel Hruška, Pavel Pěnkava               | 3:19,0 | Q     |
| 3       | Hiszpania      | José Luis Sánchez, Alfonso Gabernet, Álvaro González, Enrique Bondia | DNF    |       |

Bieg 2
| Miejsce | Reprezentacja | Zawodnicy                                                     | Czas   | Uwagi |
| ------- | ------------- | ------------------------------------------------------------- | ------ | ----- |
| 1       | Polska        | Marian Dudziak, Zbysław Anielak, Jan Werner, Andrzej Badeński | 3:12,5 | Q     |
| 2       | RFN           | Gert Metz, Horst Haßlinger, Rolf Krüsmann, Manfred Hanika     | 3:13,1 | Q     |
| 3       | Jugosławia    | Jovan Mušković, Ivica Karasi, Zlatko Levar, Jože Međimurec    | 3:14,9 |       |
| 4       | Węgry         | István Bátori, László Mihályfi, Gyula Rábai, László Horváth   | 3:17,6 |       |

### Finał
Opracowano na podstawie materiału źródłowego.
| Miejsce | Reprezentacja  | Zawodnicy                                                           | Czas   |
| ------- | -------------- | ------------------------------------------------------------------- | ------ |
| 1       | RFN            | Gert Metz, Horst Haßlinger, Rolf Krüsmann, Manfred Hanika           | 3:06,6 |
| 2       | ZSRR           | Borys Sawczuk, Wasyl Anisimow, Aleksandr Bratczikow, Walerij Frołow | 3:06,9 |
| 3       | Czechosłowacja | Jiří Kynos, Ladislav Kříž, Pavel Hruška, Pavel Pěnkava              | 3:08,8 |
| –       | Polska         | Marian Dudziak, Zbysław Anielak, Jan Werner, Andrzej Badeński       | DNF    |